# Torre de' Negri
Torre de' Negri (Tùr di Négar in dialetto pavese) è un comune italiano di 336 abitanti della provincia di Pavia in Lombardia. Si trova nel Pavese meridionale, a breve distanza dal Po, ai margini del terrazzo che domina la valle alluvionale del fiume.

## Storia
Appartenne dapprima agli Scanati, ed era detta, negli estimi del comune di Pavia del 1250 prima Domus Scanatorum e poi Torre degli Scanati. Fu proprietà, almeno dal 1361, dei Negri di Pavia, che dalla località trassero il nome di Negri della Torre. Nel 1394 Ubertino Negri ottenne dal vescovo di Pavia il permesso di realizzare una cappella dedicata a Sant'Antonio e nell'atto la località è ancora indicata come Turris illorum de Schanatis, ma, almeno nel 1452, la località cominciò ad essere chiamata Torre de' Negri. Fece parte della Campagna Sottana pavese, e nel suo ambito, dal XV secolo, della squadra (podesteria) del Vicariato di Belgioioso, feudo degli Estensi. Nel 1697 i Negri della Torre ne ottennero il feudo e nel 1706 il titolo di Conti.
Nel 1929 il comune fu soppresso e unito a Belgioioso; nel 1947 il comune di Torre de' Negri fu ricostituito.

## Società

### Evoluzione demografica
Abitanti censiti